# Oldtown, Idaho
Oldtown är en ort i Bonner County i delstaten Idaho, USA.